# Cascalho Rico
Cascalho Rico é um município brasileiro do estado de Minas Gerais, região Sudeste do país. Sua população recenseada em 2022 pelo IBGE, era de 2 712 habitantes. De acordo com últimos dados do IBGE, Cascalho Rico detém o maior PIB per capita do Brasil, R$ 289.838,00. A cidade fica na região do Triângulo Mineiro.

## História
A cidade teve origem na aldeia de Sant'Ana criada pelo coronel Antônio Pires de Campos no ano de 1743.
Em 1819 o viajante francês Saint Hilaire registrou 102 habitantes na aldeia. 

## Ligação externas
- «Prefeitura de Cascalho Rico»
- «Câmara municipal de Cascalho Rico»
- «Cascalho Rico no IBGE Cidades»